# WTA Tour 2025
Il WTA Tour 2025 è un insieme di tornei femminili di tennis organizzati dalla Women's Tennis Association (WTA). Ha incluso i tornei del Grande Slam (organizzati in collaborazione con la International Tennis Federation), i tornei WTA 1000, i WTA 500, i WTA 250, la United Cup, la Billie Jean King Cup (organizzata dall'ITF) e le WTA Finals.

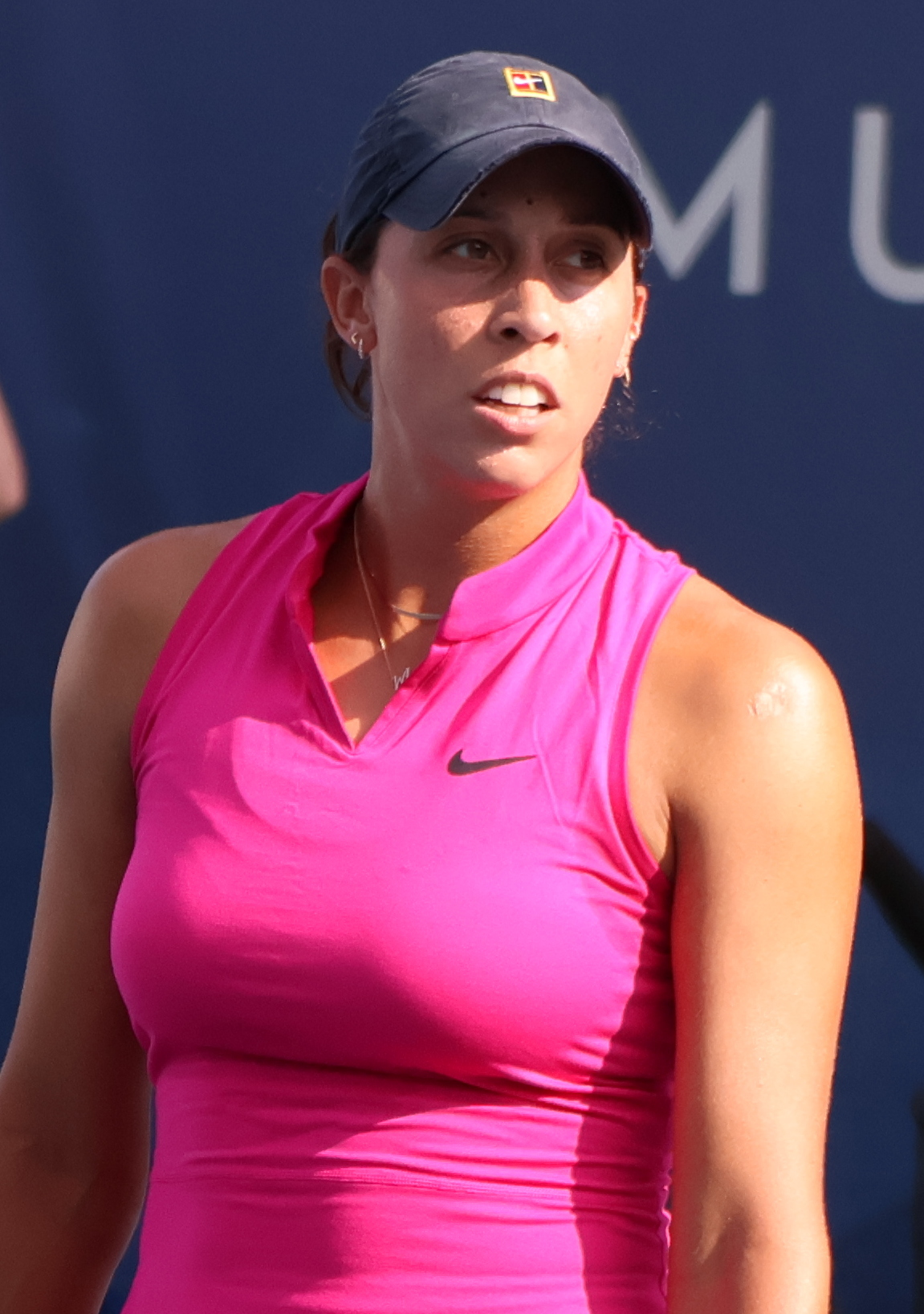
Madison Keys è la vincitrice dell'Australian Open

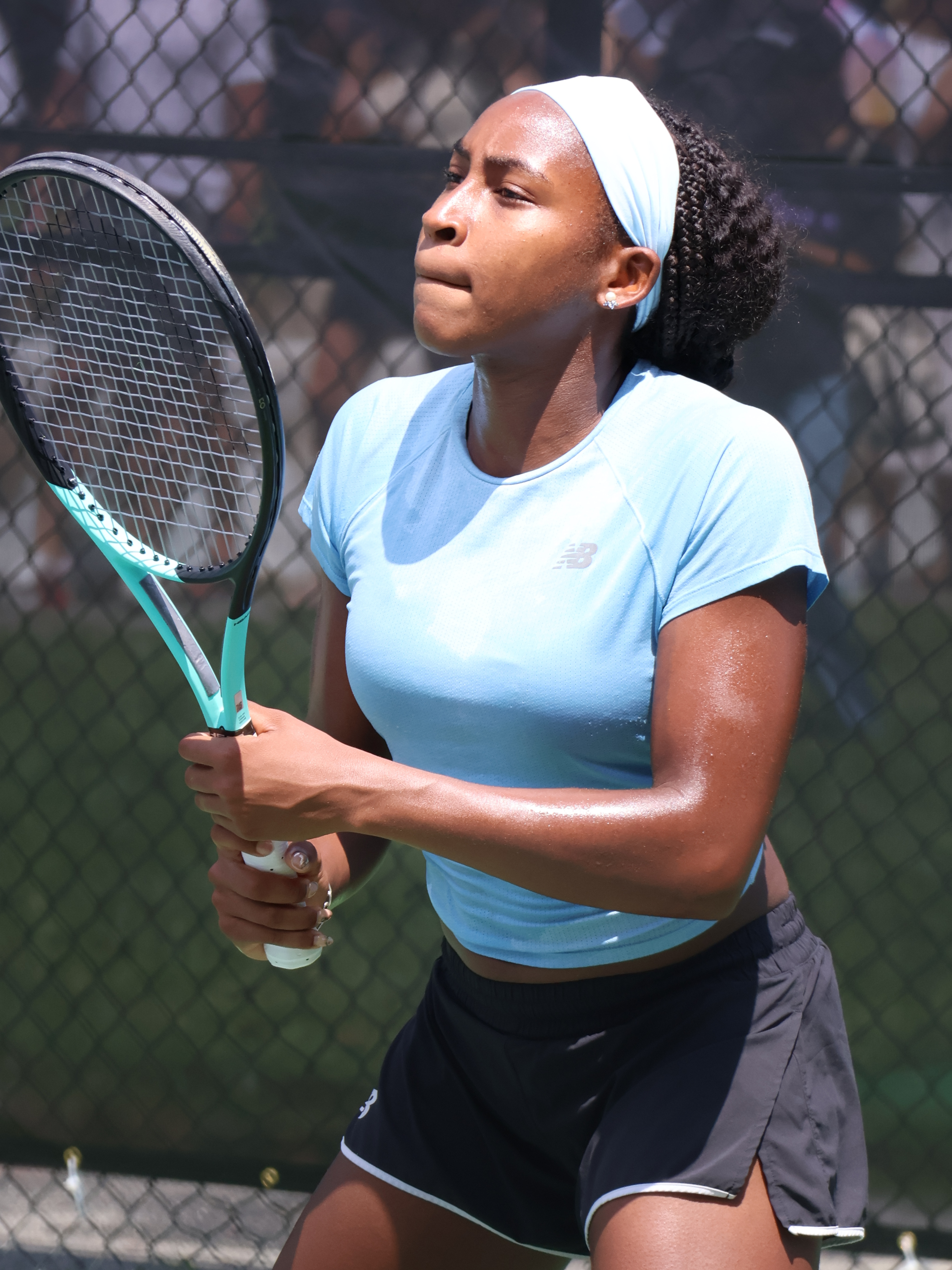
Coco Gauff è la vincitrice dell'Open di Francia

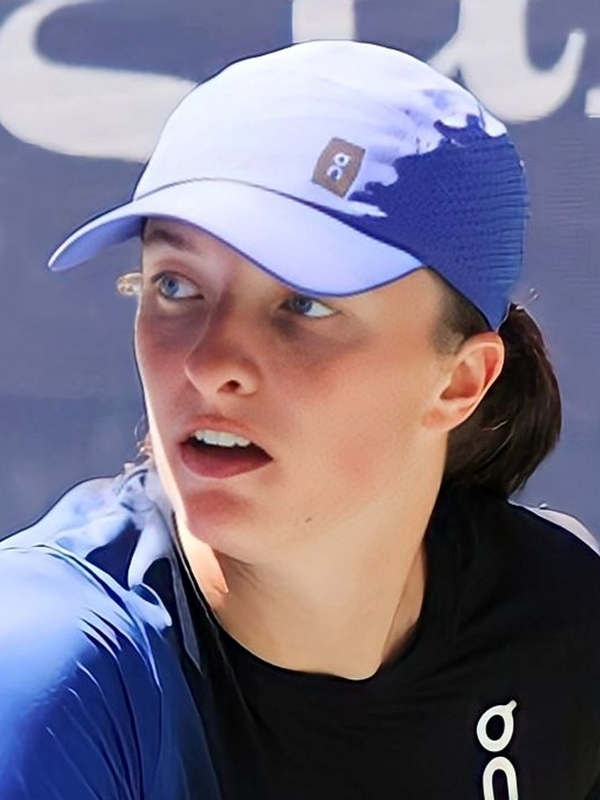
Iga Świątek è la vincitrice del torneo di Wimbledon

## Calendario
Questo è stato il calendario degli eventi del 2025, con i risultati in progressione dai quarti di finale.
Legenda
| Grande Slam      |
| WTA Finals       |
| WTA Elite Trophy |
| WTA 1000         |
| WTA 500          |
| WTA 250          |
| Evento a squadre |

### Gennaio
| Settimana             | Torneo | Campionesse                                         | Finaliste                            | Semifinaliste                       | Eliminate ai quarti                                                  |
| --------------------- | --- | --------------------------------------------------- | ------------------------------------ | ----------------------------------- | -------------------------------------------------------------------- |
| 30 dicembre           | United Cup Perth e Sydney, Australia Torneo a squadre miste maschile e femminile 5125000 $ - Cemento - 18 squadre             | Stati Uniti 2-0                                     | Polonia                              | Kazakistan Repubblica Ceca          | Germania Regno Unito Cina Italia                                     |
| 30 dicembre           | Brisbane International presented by EVIE Brisbane, Australia WTA 500 1520600 $ - Cemento - 48S/24Q/24D Singolare - Doppio     | Aryna Sabalenka 4-6, 6-3, 6-2                       | Polina Kudermetova                   | Mirra Andreeva Anhelina Kalinina    | Marie Bouzková Ons Jabeur Ashlyn Krueger Kimberly Birrell            |
| 30 dicembre           | Brisbane International presented by EVIE Brisbane, Australia WTA 500 1520600 $ - Cemento - 48S/24Q/24D Singolare - Doppio     | Mirra Andreeva Diana Šnajder 7-6(6), 7-5            | Priscilla Hon Anna Kalinskaja        | Mirra Andreeva Anhelina Kalinina    | Marie Bouzková Ons Jabeur Ashlyn Krueger Kimberly Birrell            |
| 30 dicembre           | ASB Classic Auckland, Nuova Zelanda WTA 250 275094 $ - Cemento - 32S/24Q/16D Singolare - Doppio                               | Clara Tauson 4-6, rit.                              | Naomi Ōsaka                          | Robin Montgomery Alycia Parks       | Madison Keys Bernarda Pera Katie Volynets Hailey Baptiste            |
| 30 dicembre           | ASB Classic Auckland, Nuova Zelanda WTA 250 275094 $ - Cemento - 32S/24Q/16D Singolare - Doppio                               | Jiang Xinyu Wu Fang-hsien 6-4, 6-3                  | Aleksandra Krunić Sabrina Santamaria | Robin Montgomery Alycia Parks       | Madison Keys Bernarda Pera Katie Volynets Hailey Baptiste            |
| 6 gennaio             | Adelaide International Adelaide, Australia WTA 500 1064510 $ - Cemento - 30S/24Q/16D Singolare - Doppio                       | Madison Keys 6-3, 4-6, 6-1                          | Jessica Pegula                       | Julija Putinceva Ljudmila Samsonova | Ashlyn Krueger Diana Šnajder Dar'ja Kasatkina Emma Navarro           |
| 6 gennaio             | Adelaide International Adelaide, Australia WTA 500 1064510 $ - Cemento - 30S/24Q/16D Singolare - Doppio                       | Guo Hanyu Aleksandra Panova 7-5, 6-4                | Beatriz Haddad Maia Laura Siegemund  | Julija Putinceva Ljudmila Samsonova | Ashlyn Krueger Diana Šnajder Dar'ja Kasatkina Emma Navarro           |
| 6 gennaio             | Hobart International Hobart, Australia WTA 250 275094 $ - Cemento - 32S/24Q/16D Singolare - Doppio                            | McCartney Kessler 6-4, 3-6, 6-0                     | Elise Mertens                        | Èlina Avanesyan Maya Joint          | Dajana Jastrems'ka Amanda Anisimova Sofia Kenin Veronika Kudermetova |
| 6 gennaio             | Hobart International Hobart, Australia WTA 250 275094 $ - Cemento - 32S/24Q/16D Singolare - Doppio                            | Jiang Xinyu Wu Fang-hsien 6-1, 7-6(6)               | Monica Niculescu Fanny Stollár       | Èlina Avanesyan Maya Joint          | Dajana Jastrems'ka Amanda Anisimova Sofia Kenin Veronika Kudermetova |
| 13 gennaio 20 gennaio | Australian Open Melbourne, Australia Grande Slam 43250000 AUD - Cemento - 128S/128Q/64D/32X Singolare - Doppio - Doppio misto | Madison Keys 6-3, 2-6, 7-5                          | Aryna Sabalenka                      | Paula Badosa Iga Świątek            | Anastasija Pavljučenkova Coco Gauff Emma Navarro Elina Svitolina     |
| 13 gennaio 20 gennaio | Australian Open Melbourne, Australia Grande Slam 43250000 AUD - Cemento - 128S/128Q/64D/32X Singolare - Doppio - Doppio misto | Kateřina Siniaková Taylor Townsend 6-2, 6(4)-7, 6-3 | Hsieh Su-wei Jeļena Ostapenko        | Paula Badosa Iga Świątek            | Anastasija Pavljučenkova Coco Gauff Emma Navarro Elina Svitolina     |
| 13 gennaio 20 gennaio | Australian Open Melbourne, Australia Grande Slam 43250000 AUD - Cemento - 128S/128Q/64D/32X Singolare - Doppio - Doppio misto | Olivia Gadecki John Peers 3–6, 6–4, [10–6]          | Kimberly Birrell John-Patrick Smith  | Paula Badosa Iga Świątek            | Anastasija Pavljučenkova Coco Gauff Emma Navarro Elina Svitolina     |
| 27 gennaio            | Upper Austria Ladies Linz Linz, Austria WTA 500 1064510 $ - Cemento (i) - 28S/24Q/16D Singolare - Doppio                      | Ekaterina Aleksandrova 6-2, 3-6, 7-5                | Dajana Jastrems'ka                   | Karolína Muchová Clara Tauson       | Anastasija Potapova Petra Martić Maria Sakkarī Anna Blinkova         |
| 27 gennaio            | Upper Austria Ladies Linz Linz, Austria WTA 500 1064510 $ - Cemento (i) - 28S/24Q/16D Singolare - Doppio                      | Tímea Babos Luisa Stefani 3-6, 7-5, [10-4]          | Ljudmyla Kičenok Nadiia Kičenok      | Karolína Muchová Clara Tauson       | Anastasija Potapova Petra Martić Maria Sakkarī Anna Blinkova         |
| 27 gennaio            | Singapore Tennis Open Singapore WTA 250 275094 $ - Cemento (i) - 32S/24Q/16D Singolare - Doppio                               | Elise Mertens 6-1, 6-4                              | Ann Li                               | Anna Kalinskaja Wang Xinyu          | Mananchaya Sawangkaew Kimberly Birrell Jil Teichmann Camila Osorio   |
| 27 gennaio            | Singapore Tennis Open Singapore WTA 250 275094 $ - Cemento (i) - 32S/24Q/16D Singolare - Doppio                               | Desirae Krawczyk Giuliana Olmos 7-5, 6-0            | Wang Xinyu Zheng Saisai              | Anna Kalinskaja Wang Xinyu          | Mananchaya Sawangkaew Kimberly Birrell Jil Teichmann Camila Osorio   |

### Febbraio
| Settimana   | Torneo | Campionesse                                    | Finaliste                             | Semifinaliste                           | Eliminate ai quarti                                                   |
| ----------- | --- | ---------------------------------------------- | ------------------------------------- | --------------------------------------- | --------------------------------------------------------------------- |
| 3 febbraio  | Mubadala Abu Dhabi Open Abu Dhabi, Emirati Arabi Uniti WTA 500 1064510 $ - Cemento - 28S/24Q/16D Singolare - Doppio           | Belinda Bencic 4-6, 6-1, 6-1                   | Ashlyn Krueger                        | Elena Rybakina Linda Nosková            | Ons Jabeur Markéta Vondroušová Leylah Fernandez Magda Linette         |
| 3 febbraio  | Mubadala Abu Dhabi Open Abu Dhabi, Emirati Arabi Uniti WTA 500 1064510 $ - Cemento - 28S/24Q/16D Singolare - Doppio           | Jeļena Ostapenko Ellen Perez 6-2, 6-1          | Kristina Mladenovic Zhang Shuai       | Elena Rybakina Linda Nosková            | Ons Jabeur Markéta Vondroušová Leylah Fernandez Magda Linette         |
| 3 febbraio  | Transylvania Open Cluj-Napoca, Romania WTA 250 275094 $ - Cemento (i) - 32S/24Q/16D Singolare - Doppio                        | Anastasija Potapova 4-6, 6-1, 6-2              | Lucia Bronzetti                       | Aljaksandra Sasnovič Kateřina Siniaková | Ella Seidel Anhelina Kalinina Elisabetta Cocciaretto Viktorija Tomova |
| 3 febbraio  | Transylvania Open Cluj-Napoca, Romania WTA 250 275094 $ - Cemento (i) - 32S/24Q/16D Singolare - Doppio                        | Magali Kempen Anna Sisková 6-3, 6-1            | Jaqueline Cristian Angelica Moratelli | Aljaksandra Sasnovič Kateřina Siniaková | Ella Seidel Anhelina Kalinina Elisabetta Cocciaretto Viktorija Tomova |
| 10 febbraio | Qatar TotalEnergies Open Doha, Qatar WTA 1000 3654963 $ - Cemento - 56S/32Q/28D Singolare - Doppio                            | Amanda Anisimova 6-4, 6-3                      | Jeļena Ostapenko                      | Ekaterina Aleksandrova Iga Świątek      | Jessica Pegula Marta Kostjuk Ons Jabeur Elena Rybakina                |
| 10 febbraio | Qatar TotalEnergies Open Doha, Qatar WTA 1000 3654963 $ - Cemento - 56S/32Q/28D Singolare - Doppio                            | Sara Errani Jasmine Paolini 7-5, 7-6(10)       | Jiang Xinyu Wu Fang-hsien             | Ekaterina Aleksandrova Iga Świątek      | Jessica Pegula Marta Kostjuk Ons Jabeur Elena Rybakina                |
| 17 febbraio | Dubai Duty Free Tennis Championships Dubai, Emirati Arabi Uniti WTA 1000 3654963 $ - Cemento - 56S/24Q/28D Singolare - Doppio | Mirra Andreeva 7–6(1), 6–1                     | Clara Tauson                          | Karolína Muchová Elena Rybakina         | Linda Nosková Sorana Cîrstea Sofia Kenin Iga Świątek                  |
| 17 febbraio | Dubai Duty Free Tennis Championships Dubai, Emirati Arabi Uniti WTA 1000 3654963 $ - Cemento - 56S/24Q/28D Singolare - Doppio | Kateřina Siniaková Taylor Townsend 7–6(5), 6–4 | Hsieh Su-wei Jeļena Ostapenko         | Karolína Muchová Elena Rybakina         | Linda Nosková Sorana Cîrstea Sofia Kenin Iga Świątek                  |
| 24 febbraio | Mérida Open Akron Mérida, Messico WTA 500 1064510 $ - Cemento - 28S/24Q/16D Singolare - Doppio                                | Emma Navarro 6-0, 6-0                          | Emiliana Arango                       | Èlina Avanesyan Daria Saville           | Zeynep Sönmez Maya Joint Rebecca Šramková Paula Badosa                |
| 24 febbraio | Mérida Open Akron Mérida, Messico WTA 500 1064510 $ - Cemento - 28S/24Q/16D Singolare - Doppio                                | Katarzyna Piter Mayar Sherif 7-6(2), 7-5       | Anna Danilina Irina Chromačëva        | Èlina Avanesyan Daria Saville           | Zeynep Sönmez Maya Joint Rebecca Šramková Paula Badosa                |
| 24 febbraio | ATX Open Austin, Stati Uniti d'America WTA 250 275094 $ - Cemento - 32S/24Q/16D Singolare - Doppio                            | Jessica Pegula 7-5, 6-2                        | McCartney Kessler                     | Ajla Tomljanović Greet Minnen           | Anna Blinkova Ena Shibahara Caroline Dolehide Sorana Cîrstea          |
| 24 febbraio | ATX Open Austin, Stati Uniti d'America WTA 250 275094 $ - Cemento - 32S/24Q/16D Singolare - Doppio                            | Anna Blinkova Yuan Yue 3-6, 6-1, [10-4]        | McCartney Kessler Zhang Shuai         | Ajla Tomljanović Greet Minnen           | Anna Blinkova Ena Shibahara Caroline Dolehide Sorana Cîrstea          |

### Marzo
| Settimana         | Torneo | Campionesse                                         | Finaliste                          | Semifinaliste                           | Eliminate ai quarti                                            |
| ----------------- | --- | --------------------------------------------------- | ---------------------------------- | --------------------------------------- | -------------------------------------------------------------- |
| 3 marzo 10 marzo  | BNP Paribas Open Indian Wells, Stati Uniti d'America WTA 1000 8 963 700 $ - Cemento - 96S/48Q/32D/12X Singolare - Doppio - Doppio misto | Mirra Andreeva 2-6, 6-4, 6-3                        | Aryna Sabalenka                    | Madison Keys Iga Świątek                | Ljudmila Samsonova Belinda Bencic Elina Svitolina Zheng Qinwen |
| 3 marzo 10 marzo  | BNP Paribas Open Indian Wells, Stati Uniti d'America WTA 1000 8 963 700 $ - Cemento - 96S/48Q/32D/12X Singolare - Doppio - Doppio misto | Asia Muhammad Demi Schuurs 6–2, 7–6(4)              | Tereza Mihalíková Olivia Nicholls  | Madison Keys Iga Świątek                | Ljudmila Samsonova Belinda Bencic Elina Svitolina Zheng Qinwen |
| 3 marzo 10 marzo  | BNP Paribas Open Indian Wells, Stati Uniti d'America WTA 1000 8 963 700 $ - Cemento - 96S/48Q/32D/12X Singolare - Doppio - Doppio misto | Sara Errani Andrea Vavassori 6(3)–7, 6–3, [10–8]    | Bethanie Mattek-Sands Mate Pavić   | Madison Keys Iga Świątek                | Ljudmila Samsonova Belinda Bencic Elina Svitolina Zheng Qinwen |
| 17 marzo 24 marzo | Miami Open presented by Itaù Miami Gardens, Stati Uniti d'America WTA 1000 8 963 700 $ - Cemento - 96S/48Q/32D Singolare - Doppio       | Aryna Sabalenka 7-5, 6-2                            | Jessica Pegula                     | Jasmine Paolini Alexandra Eala          | Zheng Qinwen Magda Linette Emma Raducanu Iga Świątek           |
| 17 marzo 24 marzo | Miami Open presented by Itaù Miami Gardens, Stati Uniti d'America WTA 1000 8 963 700 $ - Cemento - 96S/48Q/32D Singolare - Doppio       | Mirra Andreeva Diana Šnajder 6-3, 6(5)-7, [10-2]    | Cristina Bucșa Miyu Katō           | Jasmine Paolini Alexandra Eala          | Zheng Qinwen Magda Linette Emma Raducanu Iga Świątek           |
| 31 marzo          | Credit One Charleston Open Charleston, Stati Uniti d'America WTA 500 1 064 510 $ - Terra verde - 56S/24Q/16D Singolare - Doppio         | Jessica Pegula 6-3, 7-5                             | Sofia Kenin                        | Ekaterina Aleksandrova Amanda Anisimova | Danielle Collins Zheng Qinwen Emma Navarro Anna Kalinskaja     |
| 31 marzo          | Credit One Charleston Open Charleston, Stati Uniti d'America WTA 500 1 064 510 $ - Terra verde - 56S/24Q/16D Singolare - Doppio         | Jeļena Ostapenko Erin Routliffe 6-4, 6-2            | Caroline Dolehide Desirae Krawczyk | Ekaterina Aleksandrova Amanda Anisimova | Danielle Collins Zheng Qinwen Emma Navarro Anna Kalinskaja     |
| 31 marzo          | Copa Colsanitas Zurich presentado por Visa Bogotà, Colombia WTA 250 275 094 $ - Terra rossa - 32S/24Q/16D Singolare - Doppio            | Camila Osorio 6-3, 6-3                              | Katarzyna Kawa                     | Julieta Pareja Julia Riera              | Marie Bouzková Léolia Jeanjean Lea Bošković Tatjana Maria      |
| 31 marzo          | Copa Colsanitas Zurich presentado por Visa Bogotà, Colombia WTA 250 275 094 $ - Terra rossa - 32S/24Q/16D Singolare - Doppio            | Cristina Bucșa Sara Sorribes Tormo 5-7, 6-2, [10-5] | Irina Bara Laura Pigossi           | Julieta Pareja Julia Riera              | Marie Bouzková Léolia Jeanjean Lea Bošković Tatjana Maria      |

### Aprile
| Settimana           | Torneo | Campionesse | Finaliste | Semifinaliste                          | Quarti di finale                                                                     |
| ------------------- | --- | --- | --- | -------------------------------------- | ------------------------------------------------------------------------------------ |
| 7 aprile            | Billie Jean King Cup 2025 Turno di qualificazione Tokyo, Giappone - Cemento (i) Ostrava, Repubblica Ceca - Cemento (i) Bratislava, Slovacchia - Cemento (i) Brisbane, Australia - Cemento Radom, Polonia - Terra rossa (i) L'Aia, Paesi Bassi - Terra rossa (i) | Vincenti turno di qualificazione Gruppo 1 Giappone Gruppo 2 Spagna Gruppo 3 Stati Uniti Gruppo 4 Kazakistan Gruppo 5 Ucraina Gruppo 6 Regno Unito | Perdenti turno di qualificazione Gruppo 1 Canada Romania Gruppo 2 Rep. Ceca Brasile Gruppo 3 Slovacchia Danimarca Gruppo 4 Australia Colombia Gruppo 5 Polonia Svizzera Gruppo 6 Paesi Bassi Germania |                                        |                                                                                      |
| 14 aprile           | Porsche Tennis Grand Prix Stoccarda, Germania WTA 500 1 064 510 $ - Terra rossa (i) - 28S/16Q/14D Singolare - Doppio | Jeļena Ostapenko 6-4, 6-1 | Aryna Sabalenka | Jasmine Paolini Ekaterina Aleksandrova | Elise Mertens Coco Gauff Jessica Pegula Iga Świątek                                  |
| 14 aprile           | Porsche Tennis Grand Prix Stoccarda, Germania WTA 500 1 064 510 $ - Terra rossa (i) - 28S/16Q/14D Singolare - Doppio | Gabriela Dabrowski Erin Routliffe 6-3, 6-3 | Ekaterina Aleksandrova Zhang Shuai | Jasmine Paolini Ekaterina Aleksandrova | Elise Mertens Coco Gauff Jessica Pegula Iga Świątek                                  |
| 14 aprile           | Open Capfinances Rouen Métropole Rouen, Francia WTA 250 275 094 $ - Terra rossa (i) - 32S/24Q/16D Singolare - Doppio | Elina Svitolina 6-4, 7-6(8) | Olga Danilović | Elena-Gabriela Ruse Suzan Lamens       | Jéssica Bouzas Maneiro Jessika Ponchet Moyuka Uchijima Tiantsoa Rakotomanga Rajaonah |
| 14 aprile           | Open Capfinances Rouen Métropole Rouen, Francia WTA 250 275 094 $ - Terra rossa (i) - 32S/24Q/16D Singolare - Doppio | Aleksandra Krunić Sabrina Santamaria 6-0, 6-4 | Irina Chromačëva Linda Nosková | Elena-Gabriela Ruse Suzan Lamens       | Jéssica Bouzas Maneiro Jessika Ponchet Moyuka Uchijima Tiantsoa Rakotomanga Rajaonah |
| 21 aprile 28 aprile | Mutua Madrid Open Madrid, Spagna WTA 1000 8 963 700 € - Terra rossa - 96S/32Q/32D Singolare - Doppio | Aryna Sabalenka 6-3, 7-6(3) | Coco Gauff | Elina Svitolina Iga Świątek            | Marta Kostjuk Moyuka Uchijima Mirra Andreeva Madison Keys                            |
| 21 aprile 28 aprile | Mutua Madrid Open Madrid, Spagna WTA 1000 8 963 700 € - Terra rossa - 96S/32Q/32D Singolare - Doppio | Sorana Cîrstea Anna Kalinskaja 6(10)-7, 6-2, [12-10]                                                                                              | Veronika Kudermetova Elise Mertens | Elina Svitolina Iga Świątek            | Marta Kostjuk Moyuka Uchijima Mirra Andreeva Madison Keys                            |

### Maggio
| Settimana          | Torneo | Campionesse                                   | Finaliste                            | Semifinaliste                        | Eliminate ai quarti                                             |
| ------------------ | --- | --------------------------------------------- | ------------------------------------ | ------------------------------------ | --------------------------------------------------------------- |
| 5 maggio 12 maggio | Internazionali d'Italia Roma, Italia WTA 1000 6 911 032 $ - Terra rossa - 96S/32Q/32D Singolare - Doppio                     | Jasmine Paolini 6-4, 6-2                      | Coco Gauff                           | Zheng Qinwen Peyton Stearns          | Aryna Sabalenka Mirra Andreeva Diana Šnajder Elina Svitolina    |
| 5 maggio 12 maggio | Internazionali d'Italia Roma, Italia WTA 1000 6 911 032 $ - Terra rossa - 96S/32Q/32D Singolare - Doppio                     | Sara Errani Jasmine Paolini 6-4, 7-5          | Veronika Kudermetova Elise Mertens   | Zheng Qinwen Peyton Stearns          | Aryna Sabalenka Mirra Andreeva Diana Šnajder Elina Svitolina    |
| 19 maggio          | Internationaux de Strasbourg Strasburgo, Francia WTA 500 1 064 510 $ - Terra rossa - 28S/16Q/16D Singolare - Doppio          | Elena Rybakina 6-1, 6(2)-7, 6-1               | Ljudmila Samsonova                   | Danielle Collins Beatriz Haddad Maia | Anna Kalinskaja Paula Badosa Magda Linette Emma Navarro         |
| 19 maggio          | Internationaux de Strasbourg Strasburgo, Francia WTA 500 1 064 510 $ - Terra rossa - 28S/16Q/16D Singolare - Doppio          | Tímea Babos Luisa Stefani 6-3, 6(4)-7, [10-7] | Guo Hanyu Nicole Melichar-Martinez   | Danielle Collins Beatriz Haddad Maia | Anna Kalinskaja Paula Badosa Magda Linette Emma Navarro         |
| 19 maggio          | Grand Prix SAR La Princesse Lalla Meryem Rabat, Marocco WTA 250 275 094 $ - Terra rossa - 32S/16Q/16D Singolare - Doppio     | Maya Joint 6-3, 6-2                           | Jaqueline Cristian                   | Ajla Tomljanovic Camila Osorio       | Jéssica Bouzas Maneiro Ann Li Anastasija Sevastova Maria Mateas |
| 19 maggio          | Grand Prix SAR La Princesse Lalla Meryem Rabat, Marocco WTA 250 275 094 $ - Terra rossa - 32S/16Q/16D Singolare - Doppio     | Maya Joint Oksana Kalašnikova 6-3, 7-5        | Angelica Moratelli Camilla Rosatello | Ajla Tomljanovic Camila Osorio       | Jéssica Bouzas Maneiro Ann Li Anastasija Sevastova Maria Mateas |
| 26 maggio 2 giugno | Open di Francia Parigi, Francia Grande Slam 26 334 000 $ - Terra rossa - 128S/128Q/64D/32X Singolare - Doppio - Doppio misto | Coco Gauff 6(5)-7, 6-2, 6-4                   | Aryna Sabalenka                      | Iga Świątek Loïs Boisson             | Zheng Qinwen Elina Svitolina Mirra Andreeva Madison Keys        |
| 26 maggio 2 giugno | Open di Francia Parigi, Francia Grande Slam 26 334 000 $ - Terra rossa - 128S/128Q/64D/32X Singolare - Doppio - Doppio misto | Sara Errani Jasmine Paolini 6-4, 2-6, 6-1     | Anna Danilina Aleksandra Krunić      | Iga Świątek Loïs Boisson             | Zheng Qinwen Elina Svitolina Mirra Andreeva Madison Keys        |
| 26 maggio 2 giugno | Open di Francia Parigi, Francia Grande Slam 26 334 000 $ - Terra rossa - 128S/128Q/64D/32X Singolare - Doppio - Doppio misto | Sara Errani Andrea Vavassori 6-4, 6-2         | Taylor Townsend Evan King            | Iga Świątek Loïs Boisson             | Zheng Qinwen Elina Svitolina Mirra Andreeva Madison Keys        |

### Giugno
| Settimana          | Torneo | Campionesse                                        | Finaliste                                   | Semifinaliste                                 | Eliminate ai quarti                                                        |
| ------------------ | --- | -------------------------------------------------- | ------------------------------------------- | --------------------------------------------- | -------------------------------------------------------------------------- |
| 9 giugno           | The HSBC Championships Londra, Regno Unito WTA 500 1 064 510 $ - Erba - 28S/24Q/16D Singolare - Doppio                        | Tatjana Maria 6-3, 6-4                             | Amanda Anisimova                            | Zheng Qinwen Madison Keys                     | Emma Raducanu Emma Navarro Elena Rybakina Diana Šnajder                    |
| 9 giugno           | The HSBC Championships Londra, Regno Unito WTA 500 1 064 510 $ - Erba - 28S/24Q/16D Singolare - Doppio                        | Asia Muhammad Demi Schuurs 7-5, 6(3)-7, [10-4]     | Anna Danilina Diana Šnajder                 | Zheng Qinwen Madison Keys                     | Emma Raducanu Emma Navarro Elena Rybakina Diana Šnajder                    |
| 9 giugno           | Libéma Open 's-Hertogenbosch, Paesi Bassi WTA 250 275 094 $ - Erba - 32S/24Q/16D Singolare - Doppio                           | Elise Mertens 6-3, 7-6(4)                          | Elena-Gabriela Ruse                         | Elisabetta Cocciaretto Ekaterina Aleksandrova | Bianca Andreescu Suzan Lamens Yuan Yue Veronika Kudermetova                |
| 9 giugno           | Libéma Open 's-Hertogenbosch, Paesi Bassi WTA 250 275 094 $ - Erba - 32S/24Q/16D Singolare - Doppio                           | Irina Chromačëva Fanny Stollár 7-5, 6-3            | Nicole Melichar-Martinez Ljudmila Samsonova | Elisabetta Cocciaretto Ekaterina Aleksandrova | Bianca Andreescu Suzan Lamens Yuan Yue Veronika Kudermetova                |
| 16 giugno          | Berlin Tennis Open by Hylo Berlino, Germania WTA 500 1 064 510 $ - Erba - 32S/24Q/16D Singolare - Doppio                      | Markéta Vondroušová 7-6(10), 4-6, 6-2              | Wang Xinyu                                  | Aryna Sabalenka Ljudmila Samsonova            | Elena Rybakina Ons Jabeur Amanda Anisimova Paula Badosa                    |
| 16 giugno          | Berlin Tennis Open by Hylo Berlino, Germania WTA 500 1 064 510 $ - Erba - 32S/24Q/16D Singolare - Doppio                      | Tereza Mihalíková Olivia Nicholls 4-6, 6-2, [10-6] | Sara Errani Jasmine Paolini                 | Aryna Sabalenka Ljudmila Samsonova            | Elena Rybakina Ons Jabeur Amanda Anisimova Paula Badosa                    |
| 16 giugno          | Lexus Nottingham Open Nottingham, Regno Unito WTA 250 275 094 $ - Erba - 32S/24Q/16D Singolare - Doppio                       | McCartney Kessler 6-4, 7-5                         | Dajana Jastrems'ka                          | Rebecca Šramková Magda Linette                | Katie Boulter Linda Nosková Leylah Fernandez Clara Tauson                  |
| 16 giugno          | Lexus Nottingham Open Nottingham, Regno Unito WTA 250 275 094 $ - Erba - 32S/24Q/16D Singolare - Doppio                       | Beatriz Haddad Maia Laura Siegemund 6-3, 6-2       | Anna Danilina Ena Shibahara                 | Rebecca Šramková Magda Linette                | Katie Boulter Linda Nosková Leylah Fernandez Clara Tauson                  |
| 23 giugno          | Bad Homburg Open powered by Solarwatt Bad Homburg, Germania WTA 500 1 064 510 $ - Erba - 28S/16Q/16D Singolare - Doppio       | Jessica Pegula 6-4, 7-5                            | Iga Świątek                                 | Linda Nosková Jasmine Paolini                 | Emma Navarro Mirra Andreeva Ekaterina Aleksandrova Beatriz Haddad Maia     |
| 23 giugno          | Bad Homburg Open powered by Solarwatt Bad Homburg, Germania WTA 500 1 064 510 $ - Erba - 28S/16Q/16D Singolare - Doppio       | Guo Hanyu Aleksandra Panova 4-6, 7-6(4), [10-5]    | Ljudmyla Kičenok Ellen Perez                | Linda Nosková Jasmine Paolini                 | Emma Navarro Mirra Andreeva Ekaterina Aleksandrova Beatriz Haddad Maia     |
| 23 giugno          | Lexus Eastbourne Open Eastbourne, Regno Unito WTA 250 275 094 $ - Erba - 32S/24Q/16D Singolare - Doppio                       | Maya Joint 6-4, 1-6, 7-6(10)                       | Alexandra Eala                              | Anastasija Pavljučenkova Varvara Gracheva     | Anna Blinkova Kamilla Rachimova Dajana Jastrems'ka Barbora Krejčíková      |
| 23 giugno          | Lexus Eastbourne Open Eastbourne, Regno Unito WTA 250 275 094 $ - Erba - 32S/24Q/16D Singolare - Doppio                       | Marie Bouzková Anna Danilina 6-4, 7-5              | Hsieh Su-wei Maya Joint                     | Anastasija Pavljučenkova Varvara Gracheva     | Anna Blinkova Kamilla Rachimova Dajana Jastrems'ka Barbora Krejčíková      |
| 30 giugno 7 luglio | Torneo di Wimbledon Londra, Regno Unito Grande Slam 53 550 000 £ - Erba - 128S/128Q/64D/32X Singolare - Doppio - Doppio misto | Iga Świątek 6-0, 6-0                               | Amanda Anisimova                            | Aryna Sabalenka Belinda Bencic                | Laura Siegemund Anastasija Pavljučenkova Mirra Andreeva Ljudmila Samsonova |
| 30 giugno 7 luglio | Torneo di Wimbledon Londra, Regno Unito Grande Slam 53 550 000 £ - Erba - 128S/128Q/64D/32X Singolare - Doppio - Doppio misto | Veronika Kudermetova Elise Mertens 3-6, 6-2, 6-4   | Hsieh Su-wei Jeļena Ostapenko               | Aryna Sabalenka Belinda Bencic                | Laura Siegemund Anastasija Pavljučenkova Mirra Andreeva Ljudmila Samsonova |
| 30 giugno 7 luglio | Torneo di Wimbledon Londra, Regno Unito Grande Slam 53 550 000 £ - Erba - 128S/128Q/64D/32X Singolare - Doppio - Doppio misto | Kateřina Siniaková Sem Verbeek 7-6(3), 7-6(3)      | Luisa Stefani Joe Salisbury                 | Aryna Sabalenka Belinda Bencic                | Laura Siegemund Anastasija Pavljučenkova Mirra Andreeva Ljudmila Samsonova |

### Luglio
| Settimana          | Torneo | Campionesse                                     | Finaliste                     | Semifinaliste                                                           | Eliminate ai quarti                                                     |
| ------------------ | --- | ----------------------------------------------- | ----------------------------- | ----------------------------------------------------------------------- | ----------------------------------------------------------------------- |
| 14 luglio          | Hopman Cup Bari, Italia ITF Championships squadre miste Cemento – 6 squadre (RR)                                             | Canada 2-1                                      | Italia                        | Round Robin Gruppo A Spagna Grecia Round Robin Gruppo B Francia Croazia |                                                                         |
| 14 luglio          | Hamburg Open Amburgo, Germania WTA 250 275 094 $ - Terra rossa - 32S/24Q/16D Singolare - Doppio                              | Loïs Boisson 7-5, 6-3                           | Anna Bondár                   | Dajana Jastrems'ka Kaja Juvan                                           | Ekaterina Aleksandrova Leyre Romero Gormaz Viktorija Tomova Dalma Gálfi |
| 14 luglio          | Hamburg Open Amburgo, Germania WTA 250 275 094 $ - Terra rossa - 32S/24Q/16D Singolare - Doppio                              | Nadiia Kičenok Makoto Ninomiya 6-4, 3-6, [11-9] | Anna Bondár Arantxa Rus       | Dajana Jastrems'ka Kaja Juvan                                           | Ekaterina Aleksandrova Leyre Romero Gormaz Viktorija Tomova Dalma Gálfi |
| 14 luglio          | Iași Open Iași, Romania WTA 250 275 094 $ - Terra rossa - 32S/24Q/16D Singolare - Doppio                                     | Irina-Camelia Begu 6-0, 7-5                     | Jil Teichmann                 | Sorana Cîrstea Jaqueline Cristian                                       | María Carlé Simona Waltert Anna Sisková Panna Udvardy                   |
| 14 luglio          | Iași Open Iași, Romania WTA 250 275 094 $ - Terra rossa - 32S/24Q/16D Singolare - Doppio                                     | Veronika Erjavec Panna Udvardy 7-5, 6-3         | María Carlé Simona Waltert    | Sorana Cîrstea Jaqueline Cristian                                       | María Carlé Simona Waltert Anna Sisková Panna Udvardy                   |
| 21 luglio          | Mubadala Citi DC Open Washington, Stati Uniti d'America WTA 500 1 064 510 $ - Cemento - 28S/24Q/16D Singolare - Doppio       | Leylah Fernandez 6-1, 6-2                       | Anna Kalinskaja               | Elena Rybakina Emma Raducanu                                            | Taylor Townsend Magdalena Fręch Clara Tauson Maria Sakkarī              |
| 21 luglio          | Mubadala Citi DC Open Washington, Stati Uniti d'America WTA 500 1 064 510 $ - Cemento - 28S/24Q/16D Singolare - Doppio       | Taylor Townsend Zhang Shuai 6-1, 6-1            | Caroline Dolehide Sofia Kenin | Elena Rybakina Emma Raducanu                                            | Taylor Townsend Magdalena Fręch Clara Tauson Maria Sakkarī              |
| 21 luglio          | Livesport Prague Open Praga, Repubblica Ceca WTA 250 275 094 $ - Cemento - 32S/24Q/16D Singolare - Doppio                    | Marie Bouzková 2-6, 6-1, 6-3                    | Linda Nosková                 | Wang Xinyu Tereza Valentová                                             | Kateřina Siniaková Sára Bejlek Ann Li Jessika Ponchet                   |
| 21 luglio          | Livesport Prague Open Praga, Repubblica Ceca WTA 250 275 094 $ - Cemento - 32S/24Q/16D Singolare - Doppio                    | Nadiia Kičenok Makoto Ninomiya 1-6, 6-4, [10-7] | Lucie Havlíčková Laura Samson | Wang Xinyu Tereza Valentová                                             | Kateřina Siniaková Sára Bejlek Ann Li Jessika Ponchet                   |
| 28 luglio 4 agosto | Omnium Banque Nationale présenté par Rogers Montréal, Canada WTA 1000 5 152 599 $ - Cemento - 96S/32Q/24D Singolare - Doppio | Victoria Mboko 2-6, 6-4, 6-1                    | Naomi Ōsaka                   | Elena Rybakina Clara Tauson                                             | Jéssica Bouzas Maneiro Marta Kostjuk Elina Svitolina Madison Keys       |
| 28 luglio 4 agosto | Omnium Banque Nationale présenté par Rogers Montréal, Canada WTA 1000 5 152 599 $ - Cemento - 96S/32Q/24D Singolare - Doppio | Coco Gauff McCartney Kessler 6-4, 1-6, [13-11]  | Taylor Townsend Zhang Shuai   | Elena Rybakina Clara Tauson                                             | Jéssica Bouzas Maneiro Marta Kostjuk Elina Svitolina Madison Keys       |

### Agosto
| Settimana              | Torneo | Campionesse                                | Finaliste                   | Semifinaliste                       | Eliminate ai quarti                                         |
| ---------------------- | --- | ------------------------------------------ | --------------------------- | ----------------------------------- | ----------------------------------------------------------- |
| 4 agosto 11 agosto     | Cincinnati Open Cincinnati, Stati Uniti d'America WTA 1000 5 152 599 $ - Cemento - 56S/32Q/24D Singolare - Doppio                    | Iga Świątek 7-5, 6-4                       | Jasmine Paolini             | Elena Rybakina Veronika Kudermetova | Aryna Sabalenka Anna Kalinskaja Varvara Gracheva Coco Gauff |
| 4 agosto 11 agosto     | Cincinnati Open Cincinnati, Stati Uniti d'America WTA 1000 5 152 599 $ - Cemento - 56S/32Q/24D Singolare - Doppio                    | Gabriela Dabrowski Erin Routliffe 6-4, 6-3 | Guo Hanyu Aleksandra Panova | Elena Rybakina Veronika Kudermetova | Aryna Sabalenka Anna Kalinskaja Varvara Gracheva Coco Gauff |
| 18 agosto              | Abierto GNP Seguros Monterrey, Messico WTA 500 1 064 510 $ - Cemento - 28S/16Q/16D Singolare - Doppio                                |                                            |                             |                                     |                                                             |
| 18 agosto              | Abierto GNP Seguros Monterrey, Messico WTA 500 1 064 510 $ - Cemento - 28S/16Q/16D Singolare - Doppio                                |                                            |                             |                                     |                                                             |
| 18 agosto              | Tennis in the Land presented by Rocket Cleveland, Stati Uniti d'America WTA 250 275 094 $ - Cemento - 32S/16Q/16D Singolare - Doppio |                                            |                             |                                     | Eva Lys                                                     |
| 18 agosto              | Tennis in the Land presented by Rocket Cleveland, Stati Uniti d'America WTA 250 275 094 $ - Cemento - 32S/16Q/16D Singolare - Doppio |                                            |                             |                                     | Eva Lys                                                     |
| 25 agosto 1º settembre | US Open New York, Stati Uniti d'America Grande Slam 90 000 000 $ - Cemento - 128S/128Q/64D/16X Singolare - Doppio - Doppio misto     |                                            |                             |                                     |                                                             |
| 25 agosto 1º settembre | US Open New York, Stati Uniti d'America Grande Slam 90 000 000 $ - Cemento - 128S/128Q/64D/16X Singolare - Doppio - Doppio misto     |                                            |                             |                                     |                                                             |
| 25 agosto 1º settembre | US Open New York, Stati Uniti d'America Grande Slam 90 000 000 $ - Cemento - 128S/128Q/64D/16X Singolare - Doppio - Doppio misto     |                                            |                             |                                     |                                                             |

### Settembre
| Settimana                 | Torneo | Campionesse | Finaliste | Semifinaliste | Eliminate ai quarti |
| ------------------------- | --- | ----------- | --------- | ------------- | ------------------- |
| 8 settembre               | Guadalajara Open AKRON presented by Santander Guadalajara, Messico WTA 500 $ - Cemento - 28S/24Q/16D Singolare - Doppio |             |           |               |                     |
| 8 settembre               | Guadalajara Open AKRON presented by Santander Guadalajara, Messico WTA 500 $ - Cemento - 28S/24Q/16D Singolare - Doppio |             |           |               |                     |
| 8 settembre               | SP Open San Paolo, Brasile WTA 250 $ - Cemento - 32S/24Q/16D Singolare - Doppio                                         |             |           |               |                     |
| 8 settembre               | |             |           |               |                     |
| 15 settembre              | Billie Jean King Cup Finals Shenzhen, Cina - Cemento (i) - 8 squadre                                                    |             |           |               |                     |
| 15 settembre              | Korea Open Seul, Corea del Sud WTA 500 $ - Cemento - 28S/24Q/16D Singolare - Doppio                                     |             |           |               |                     |
| 15 settembre              | |             |           |               |                     |
| 22 settembre 29 settembre | China Open Pechino, Cina WTA 1000 $ - Cemento - 96S/48Q/32D Singolare - Doppio                                          |             |           |               |                     |
| 22 settembre 29 settembre | China Open Pechino, Cina WTA 1000 $ - Cemento - 96S/48Q/32D Singolare - Doppio                                          |             |           |               |                     |

### Ottobre
| Settimana  | Torneo                                                                                                | Campionesse | Finaliste | Semifinaliste | Eliminate ai quarti |
| ---------- | --- | ----------- | --------- | ------------- | ------------------- |
| 6 ottobre  | Dongfeng Voyah Wuhan Open Wuhan, Cina WTA 1000 $ - Cemento - 56S/24Q/28D Singolare - Doppio           |             |           |               |                     |
| 6 ottobre  | Dongfeng Voyah Wuhan Open Wuhan, Cina WTA 1000 $ - Cemento - 56S/24Q/28D Singolare - Doppio           |             |           |               |                     |
| 13 ottobre | Ningbo Open Ningbo, Cina WTA 500 $ - Cemento - 28S/24Q/16D Singolare - Doppio                         |             |           |               |                     |
| 13 ottobre | Ningbo Open Ningbo, Cina WTA 500 $ - Cemento - 28S/24Q/16D Singolare - Doppio                         |             |           |               |                     |
| 13 ottobre | Kinoshita Group Japan Open Osaka, Giappone WTA 250 $ - Cemento - 32S/24Q/16D Singolare - Doppio       |             |           |               |                     |
| 13 ottobre | |             |           |               |                     |
| 20 ottobre | Toray Pan Pacific Open Tennis Tokyo, Giappone WTA 500 $ - Cemento - 28S/24Q/16D Singolare - Doppio    |             |           |               |                     |
| 20 ottobre | Toray Pan Pacific Open Tennis Tokyo, Giappone WTA 500 $ - Cemento - 28S/24Q/16D Singolare - Doppio    |             |           |               |                     |
| 20 ottobre | Guangzhou Open Guangzhou, Cina WTA 250 $ - Cemento - 32S/24Q/16D Singolare - Doppio                   |             |           |               |                     |
| 20 ottobre | |             |           |               |                     |
| 27 ottobre | Chennai Open Chennai, India WTA 250 $ - Cemento - 32S/24Q/16D Singolare - Doppio                      |             |           |               |                     |
| 27 ottobre | Chennai Open Chennai, India WTA 250 $ - Cemento - 32S/24Q/16D Singolare - Doppio                      |             |           |               |                     |
| 27 ottobre | Prudential Hong Kong Tennis Open Hong Kong, Cina WTA 250 $ - Cemento - 32S/24Q/16D Singolare - Doppio |             |           |               |                     |
| 27 ottobre | |             |           |               |                     |
| 27 ottobre | Jiangxi Open Jiujiang, Cina WTA 250 $ - Cemento - 32S/24Q/16D Singolare - Doppio                      |             |           |               |                     |
| 27 ottobre | |             |           |               |                     |

### Novembre
| Settimana  | Torneo | Campionesse | Finaliste | Semifinaliste | Eliminate ai quarti                     |
| ---------- | --- | ----------- | --------- | ------------- | --------------------------------------- |
| 3 novembre | WTA Finals Riyadh Riad, Arabia Saudita Torneo di fine anno $ - Cemento (i) - 8S (RR)/8D (RR) Singolare - Doppio |             |           |               | Round Robin Gruppo Purple Gruppo Orange |
| 3 novembre | WTA Finals Riyadh Riad, Arabia Saudita Torneo di fine anno $ - Cemento (i) - 8S (RR)/8D (RR) Singolare - Doppio |             |           |               | Round Robin Gruppo Purple Gruppo Orange |

## Distribuzione punti
| Descrizione       | W             | F             | SF   | QF                                                                        | R16                                                                       | R32                                                                       | R64                                                                       | R128                                                                      | QLFR                                                                      | Q3                                                                        | Q2 | Q1 |
| ----------------- | ------------- | ------------- | ---- | ------------------------------------------------------------------------- | ------------------------------------------------------------------------- | ------------------------------------------------------------------------- | ------------------------------------------------------------------------- | ------------------------------------------------------------------------- | ------------------------------------------------------------------------- | ------------------------------------------------------------------------- | -- | -- |
| Grand Slam (S)    | 2 000         | 1 300         | 780  | 430                                                                       | 240                                                                       | 130                                                                       | 70                                                                        | 10                                                                        | 40                                                                        | 30                                                                        | 20 | 2  |
| Grand Slam (D)    | 2 000         | 1 300         | 780  | 430                                                                       | 240                                                                       | 130                                                                       | 10                                                                        | -                                                                         | 48                                                                        | -                                                                         | -  | -  |
| WTA Finals (S)    | 1 500* (+420) | 1 080* (+330) | 750* | (250 per ogni match del girone vinto 125 per ogni match del girone perso) | (250 per ogni match del girone vinto 125 per ogni match del girone perso) | (250 per ogni match del girone vinto 125 per ogni match del girone perso) | (250 per ogni match del girone vinto 125 per ogni match del girone perso) | (250 per ogni match del girone vinto 125 per ogni match del girone perso) | (250 per ogni match del girone vinto 125 per ogni match del girone perso) | (250 per ogni match del girone vinto 125 per ogni match del girone perso) | -  | -  |
| WTA Finals (D)    | 1 500         | 1 080         | 750  | 375                                                                       | -                                                                         | -                                                                         | -                                                                         | -                                                                         | -                                                                         | -                                                                         | -  | -  |
| WTA 1000 (96S)    | 1 000         | 650           | 390  | 215                                                                       | 120                                                                       | 65                                                                        | 35                                                                        | 10                                                                        | 30                                                                        | -                                                                         | 20 | 2  |
| WTA 1000 (64S)    | 1 000         | 650           | 390  | 215                                                                       | 120                                                                       | 65                                                                        | 10                                                                        | -                                                                         | 30                                                                        | -                                                                         | 20 | 2  |
| WTA 1000 (28/32D) | 1 000         | 650           | 390  | 215                                                                       | 120                                                                       | 10                                                                        | -                                                                         | -                                                                         | -                                                                         | -                                                                         | -  | -  |
| WTA 500 (64/56S)  | 500           | 325           | 195  | 108                                                                       | 60                                                                        | 32                                                                        | 1                                                                         | -                                                                         | 25                                                                        | -                                                                         | 13 | 1  |
| WTA 500 (32S)     | 500           | 325           | 195  | 108                                                                       | 60                                                                        | 1                                                                         | -                                                                         | -                                                                         | 25                                                                        | -                                                                         | 13 | 1  |
| WTA 500 (28D)     | 500           | 325           | 195  | 108                                                                       | 60                                                                        | 1                                                                         | -                                                                         | -                                                                         | -                                                                         | -                                                                         | -  | -  |
| WTA 500 (16D)     | 500           | 325           | 195  | 108                                                                       | 1                                                                         | -                                                                         | -                                                                         | -                                                                         | -                                                                         | -                                                                         | -  | -  |
| WTA 250 (32S)     | 250           | 163           | 98   | 54                                                                        | 30                                                                        | 1                                                                         | -                                                                         | -                                                                         | 18                                                                        | -                                                                         | 12 | 1  |
| WTA 250 (16D)     | 250           | 163           | 98   | 54                                                                        | 1                                                                         | -                                                                         | -                                                                         | -                                                                         | -                                                                         | -                                                                         | -  | -  |

* Quota punti con nessuna partita persa nel Round Robin.
* Quota punti con nessuna partita persa nel Round Robin.

## Ritiri
- Simona Halep – Ha annunciato il suo ritiro dalle competizioni il 4 febbraio 2025, dopo essere stata sconfitta da Lucia Bronzetti nel primo turno del Transylvania Open. Halep è diventata professionista nel 2006 ed ha fatto il suo debutto nelle prime 100 nel luglio 2010. È stata due volte campionessa Slam, avendo vinto gli Open di Francia 2018 e il Torneo di Wimbledon 2019, oltre ad essere stata finalista nei Grand Slam in altre tre occasioni. Durante la sua carriera ha vinto 24 titoli in singolare e un titolo in doppio. Nell'ottobre 2017, all'età di 26 anni, è diventata la seconda tennista più anziana a raggiungere il primato della classifica di singolare, posizione che ha mantenuto per 64 settimane, diventando la prima tennista romena a riuscire nell'impresa. Dal gennaio 2014 al luglio 2021 Halep ha trascorso ben 373 settimane consecutive nella top 10 della classifica di singolare, diventando l'ottava tennista con la striscia più lunga nella storia della WTA. Nel 2022 Halep è risultata positiva ad una sostanza bannata, roxadustat, agli US Open ed è stata sospesa per quattro anni dallo sport a partire dal 2023 da parte della Federazione Internazionale Tennis (ITF). Nel febbraio 2024 ha presentato ricorso accolto con successo al Tribunale Arbitrale dello Sport, riducendo la sua sospensione a nove mesi, che si è ritenuta scontata. Halep ha quindi compiuto un breve ritorno nel tennis, interrotto da diversi infortuni inclusi diversi dolori al ginocchio e alla spalla, che hanno portato al suo ritiro definitivo dallo sport.[2][3][4]
- Ysaline Bonaventure – È entrata nel tour professionistico nel 2011 ed ha raggiunto come best ranking la posizione numero 81 in singolare nel maggio 2023 e la numero 57 in doppio nel febbraio 2016. Ha vinto due titoli WTA nel doppio. Bonaventure si è ritirata dal tennis professionistico nel marzo 2025, dopo non essersi recuperata del tutto da un infortunio al ginocchio. La sua ultima apparizione è stata al Miami Open 2025.[5]
- Michaëlla Krajicek – É entrata nel tour professionistico nel 2003, ha raggiunto come best ranking la posizione numero 30 nel singolare nel febbraio 2008 e la posizione numero 23 nel doppio nel marzo 2015. In carriera, ha vinto tre titolu in singolare e cinque titoli in doppio. Krajicek ha terminato la sua carriera con una cerimonia celebrativa durante il Rosmalen Open 2025.[6]
- Yanina Wickmayer – È entrata nel tour professionistico nel 2004 ed ha raggiunto come best ranking la posizione numero 12 in singolare nell'aprile 2010 e la numero 61 in doppio nel settembre 2023. Ha vinto cinque titoli nel singolare e quattro titoli nel doppio. Wickmayer ha annunciato il suo ritiro dal tennis professionistico nel maggio 2025, anticipando che le sue ultime partecipazioni saranno agli Open di Francia e Wimbledon.[7]
- Eugenie Bouchard – É entrata nel tour professionistico nel 2009 ed ha raggiunto come best ranking la posizione numero 5 nel singolare il 20 ottobre 2014. In carriera, ha vinto un titolo in singolare e un titolo in doppio. Si è ritirata dal tennis professionistico il 16 luglio 2025, alla fine del Canadian Open 2025.[8]

- Caroline Garcia – È entrata nel tour professionistico nel 2011 ed ha raggiunto come best ranking la posizione numero 4 nel singolare nel settembre 2018 e la numero 2 in doppio nell'ottobre 2016. Ha vinto undici titoli nel singolare, incluse le WTA Finals 2022, e otto titoli in doppio, inclusi due titoli del Grande Slam agli Open di Francia 2016 e 2022. Garcia ha annunciato il 23 maggio 2025 la sua ultima partecipazione al Roland Garros e che dopo un breve tour sul cemento americano si ritirerà dal tennis professionistico.[9][10]
- Petra Kvitová – È entrata nel tour professionistico nel 2006 ed ha raggiunto come best ranking la posizione numero 2 nel singolare il 31 ottobre 2011. Ha vinto 31 titoli in carriera in singolare, fra cui due vittorie a Wimbledon nel 2011 e nel 2014, oltre alle WTA Finals del 2011, e la medaglia di bronzo alle Olimpiadi di Rio del 2016. Il 19 giugno 2025 Kvitová ha annunciato il suo prossimo ritiro dal tennis professionistico, allo US Open 2025.[11]

## Inattività
- Caroline Wozniacki – Ha annunciato una pausa dalle competizioni il 6 aprile 2025 per maternità.[12]
- Sara Sorribes Tormo – Il 17 aprile 2025, annuncia di volersi prendere una pausa dal tennis citando una perdita di motivazione e mancanza di gioia nell’allenarsi e nel competere, prendendosi uno stop che potrebbe essere temporaneo come definitivo, preferendo dare priorità al suo benessere e salute mentale.[13]
- Anna Karolína Schmiedlová – Ha annunciato una pausa dalle competizioni il 22 aprile 2025 per maternità.[14]
- Vera Zvonarëva – Diventata inattiva a maggio 2025 dopo non aver giocato da oltre un anno.
- Kaia Kanepi – Diventata inattiva a giugno 2025 dopo non aver giocato da oltre un anno.
- Ons Jabeur – Il 17 luglio 2025, annuncia di prendersi una pausa dall'attività tennistica, non specificandone la durata, dal momento in cui esprime di aver perso la voglia di giocare.[15]

## Ritorni in attività
- Belinda Bencic – Ha fatto il suo ritorno nelle competizioni nell'ottobre 2024 dopo un anno di assenza per maternità durante un torneo ITF ad Amburgo, mentre nel circuito maggiore rientra durante la United Cup 2025.
- Ivana Jorović – Ha fatto il suo ritorno nelle competizioni nel gennaio 2025, dopo un periodo di inattività dal settembre 2022, durante un torneo ITF a Sharm el-Sheikh.
- Kaja Juvan – Ha fatto il suo ritorno nelle competizioni nel gennaio 2025 dopo un anno di inattività durante un torneo ITF a Glasgow, mentre nel circuito maggiore durante le qualificazioni dell'ATX Open 2025.
- Christina McHale – Ha fatto il suo ritorno nelle competizioni nel novembre 2024, dopo il ritiro annunciato nell'agosto 2022, durante un torneo ITF a Boca Raton, mentre nel circuito maggiore rientra alle qualificazioni dell'ATX Open 2025.
- Petra Kvitová – Ha fatto il suo ritorno nelle competizioni dopo un anno di assenza per maternità all'ATX Open 2025 grazie ad una wildcard.[16]
- Alizé Cornet – Ha annunciato il suo ritorno nel circuito il 24 marzo 2025 dopo dieci mesi dal suo ritiro, partecipando al WTA 125 Open Internacional Femení Solgironès 2025, mentre nel circuito maggiore partecipa inizialmente alla Billie Jean King Cup e successivamente all'Open de Rouen grazie al ranking protetto, dove si è poi successivamente ritirata prima del torneo per un infortunio.[17]
- Françoise Abanda – Ha fatto il suo ritorno nelle competizioni nell'aprile 2025, dopo un periodo di inattività dal gennaio 2023, durante un torneo ITF a Monastir.
- Madison Brengle – Ha fatto il suo ritorno nelle competizioni nell'aprile 2025, dopo un periodo di inattività dal settembre 2023, durante un torneo ITF a Zephyrhills, mentre nel circuito maggiore rientra alle qualificazioni del Omnium Banque Nationale 2025.
- Stefanie Vögele – Ha fatto il suo ritorno nelle competizioni nell'aprile 2025, dopo il ritiro annunciato nel novembre 2022, durante un torneo ITF a Chiasso.
- Mihaela Buzărnescu – Ha fatto il suo ritorno nelle competizioni nel maggio 2025, dopo un periodo di inattività dall'agosto 2022, durante le qualificazioni degli Open di Francia.
- Myrtille Georges – Ha fatto il suo ritorno nelle competizioni nel maggio 2025 dopo un periodo di inattività da maggio 2023, grazie ad una wildcard nel tabellone di doppio all'Internationaux de Strasbourg 2025.
- Galina Voskoboeva – Ha fatto il suo ritorno nelle competizioni nel luglio 2025, dopo il ritiro annunciato nell'agosto 2021, grazie ad una wildcard nel doppio al Washington Open 2025.
- Venus Williams – Ha fatto il suo ritorno nelle competizioni nel luglio 2025, dopo un periodo di inattività dall'agosto 2023, grazie ad una wildcard per il singolare e per il doppio al Washington Open 2025.[18]